# Стоимость чистых активов
Стоимость чистых активов (СЧА) — один из важнейших показателей, характеризующих имущественное положение предприятия, организации, фирмы. Рассчитывается на основе данных баланса.
Методика расчёта стоимости чистых активов в общем виде может быть представлена формулой:
СЧА = [ВА + ОА – ЗУ] – [ДО + КО – ДБП], где
СЧА — стоимость чистых активов;
ВА — внеоборотные активы;
ОА — оборотные активы;
ЗУ — задолженность учредителей по взносам в уставный капитал;
ДО — долгосрочные обязательства;
КО — краткосрочные обязательства;
ДБП — доходы будущих периодов.

## Стоимость чистых активов инвестиционных фондов
Стоимость чистых активов акционерного или паевого инвестиционного фонда определяется как разница между стоимостью активов (имущества) фонда и величиной обязательств, подлежащих исполнению за счёт этих активов, на момент определения чистых активов. В соответствии с федеральным законодательством, фонд обязан рассчитывать СЧА ежедневно (для открытых фондов), а СЧА является открытой, публичной величиной.
Стоимость чистых активов на одну акцию (на один пай), используемая для расчётов с акционерами (пайщиками) после завершения первичной подписки, приравнивается к СЧА. Максимальный размер надбавки при покупке акций (паёв) не может составлять более полутора, а стоимость скидки при выкупе — не более трёх процентов от этой суммы.
Порядок расчёта СЧА установлен Указанием Банка России от 25.08.2015 № 3758-У «Об определении стоимости чистых активов инвестиционных фондов...» (ранее действовали: приказ ФСФР от 15 июня 2005 N 05-21/пз-н «Об утверждении положения о порядке и сроках определения чистых активов…» и аналогичное постановление ФКЦБ от 22 октября 2003 N 03-42/пс). Каждый инвестиционный фонд обязан самостоятельно утвердить собственные правила расчёта СЧА, или использовать правила, утверждённые его управляющей компанией (УК). Эти правила являются публичным документом, и инвестору рекомендуется ознакомиться с ними, прежде чем заключать сделки с фондом или его УК. В частности, фонд имеет правило самостоятельного выбора
- периодичности проведения независимой оценки активов
- выбор биржевых площадок, котировки которых используются в расчёте СЧА
- ставки дисконтирования долгосрочных обязательств